# Karnataka
Karnataka (kannada: ಕರ್ನಾಟಕ, IPA:/kərˈnɑːtəkə, kɑr-/) este un stat din sud-estul Indiei. A fost fondat în anul 1956 pe 1 noiembrie. Inițial s-a numit Statul Mysore și a fost redenumit în Karnataka în anul 1973. Capitala și cel mai mare oraș este Bengaluru. Karnataka este al șaselea stat ca suprafață cu 191,976 kilometri pătrați și al optulea stat din India, după populație cu 61,130,704 de locuitori.
Economia statului Karnataka este pe locul patru în India cu aproximativ 240 miliarde de dolari americani. Limba oficială și administrativă a statului Karnataka este limba kannada, cunoscută și sub denumirea de kanareză și are aproximativ 40 de milioane de vorbitori, ocupând locul 33 în topul celor mai vorbite limbi din lume. 
Karnataka are o floră și faună bogate și diversificate. Ariile împădurite constituie 38,720 kilometri pătrați, ceea ce reprezintă 20.19 % din suprafața statului. În aceste păduri trăiesc 25% din elefanții Indiei și 10% din populația de tigri.
Cel mai mic district din Karnataka, Districtul Kodagu aduce o contribuție majoră hocheiului pe iarbă, producând numeroși jucători care au reprezentat India la nivel internațional. Festivalul Kodava este cel mai mare turneu anual de hochei din lume.